# زيغمونت فروبليفسكي
زيغمونت فروبليفسكي (بالبولونية: Zygmunt Wróblewski) هو عالم فيزياء وكيمياء بولندي عاش ما بين 28 تشرين الأول/أكتوبر 1845 و 16 نيسان/أبريل 1888.

## حياته
ولد زيغمونت فروبليفسكي في غرودنو، والتي كانت جزءاً من الإمبراطورية الروسية، وهي الآن تقع في بيلاروسيا. درس في البداية في جامعة تاراس شفتشينكو الوطنية في كييف، ثم انتقل بعد انتفاضة يناير إلى برلين ثم إلى هايدلبرغ. دافع عن رسالته في الدكتوراة في جامعة لودفيغ ماكسيميليان في ميونخ سنة 1876، ثم عاد إلى جامعة ياغيلونيا ليستلم رئاسة قسم الفيزياء.

## أعماله
قام زيغمونت فروبليفسكي مع كارول أولشيفسكي بأبحاث حول إسالة الغازات، وتمكنا ولأول مرة من إسالة غازات الأكسجين والنتروجين وثنائي أكسيد الكربون.
عندما كان فروبليفسكي يدرس حمض الكربونيك، اكتشف وجود هيدرات ثنائي أكسيد الكربون، ونشر أبحاثه حول ذلك سنة 1882.